# بنن (باكينغهامشير)
بنن (بالإنجليزية: Penn, Buckinghamshire)‏ هي قرية و أبرشية مدنية تقع في باكينغهامشير في المملكة المتحدة في إنجلترا.  يقدر عدد سكانها بـ 3,961 نسمة .

## أعلام
- ميخائيل تشانس